# Uilika Nambahu
Uilika Nambahu là một chính trị gia Namibia. Bà được bầu làm thị trưởng của Walvis Bay vào ngày 14 tháng 5 năm 2008, kế nhiệm Derek Klazen. Vào tháng 5 năm 2010, bà được bầu lại để phục vụ nhiệm kỳ một năm thứ ba.